# Heavenly Valley
Heavenly Mountain Resort – amerykański ośrodek narciarski położony na granicy stanów Kalifornia i Nevada, w górach Górach Skalistych. Leży na wysokości od 1907 do 3068 m n.p.m. Najbliżej położoną miejscowością jest oddalone o 10 km na zachód miasteczko South Lake Tahoe.
Znajdują się tutaj 94 trasy, z których: 20% przeznaczone jest dla początkujących, 45% dla średnio-zaawansowanych i 35% dla zaawansowanych. Trasy obsługiwane są przez 30 wyciągów (15 w Kalifornii i 15 w Nevadzie).
W przeszłości często rozgrywano tu zawody Pucharu Świata w narciarstwie dowolnym i narciarstwie alpejskim.

## Galeria

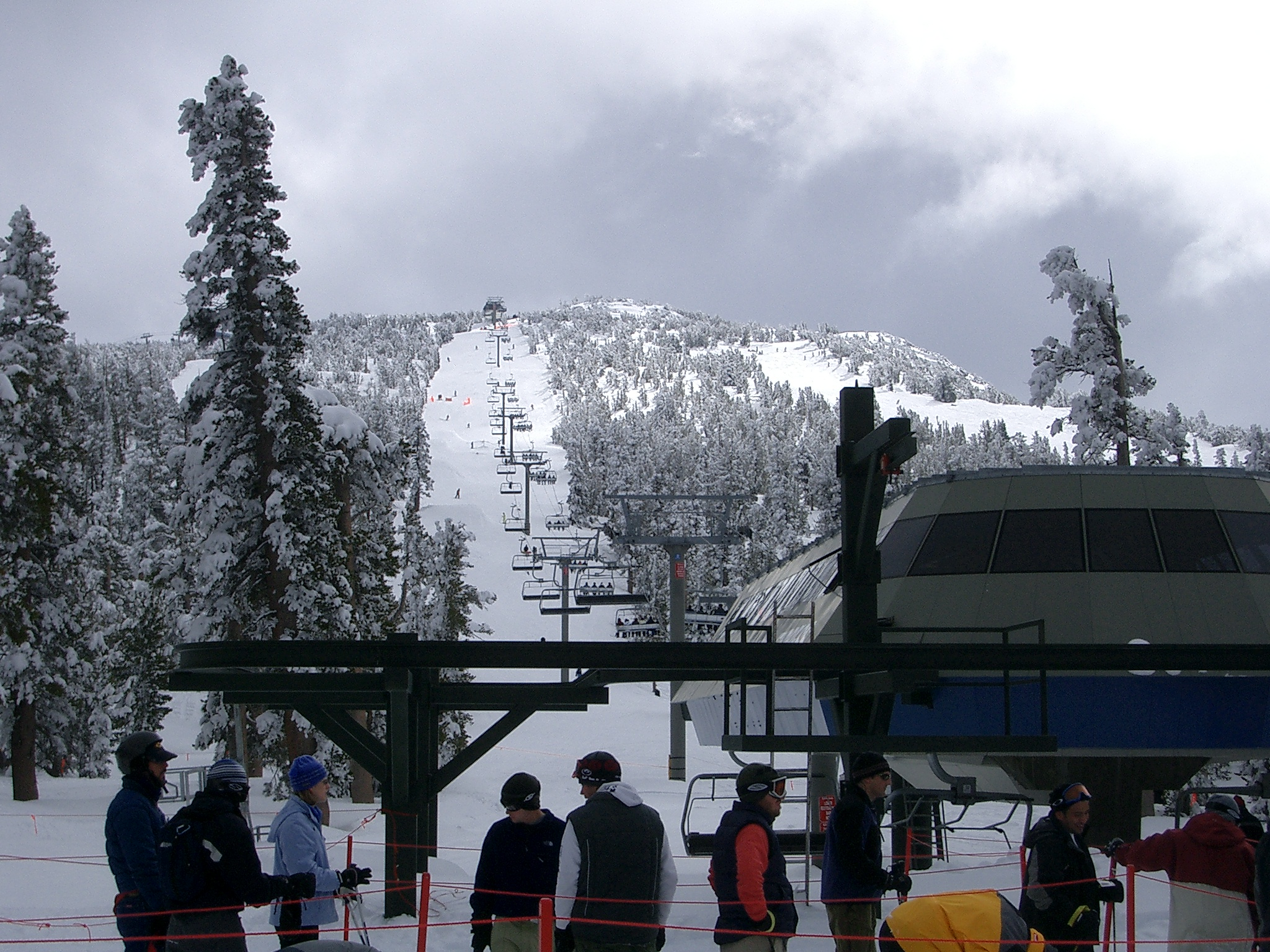
Wyciąg narciarski
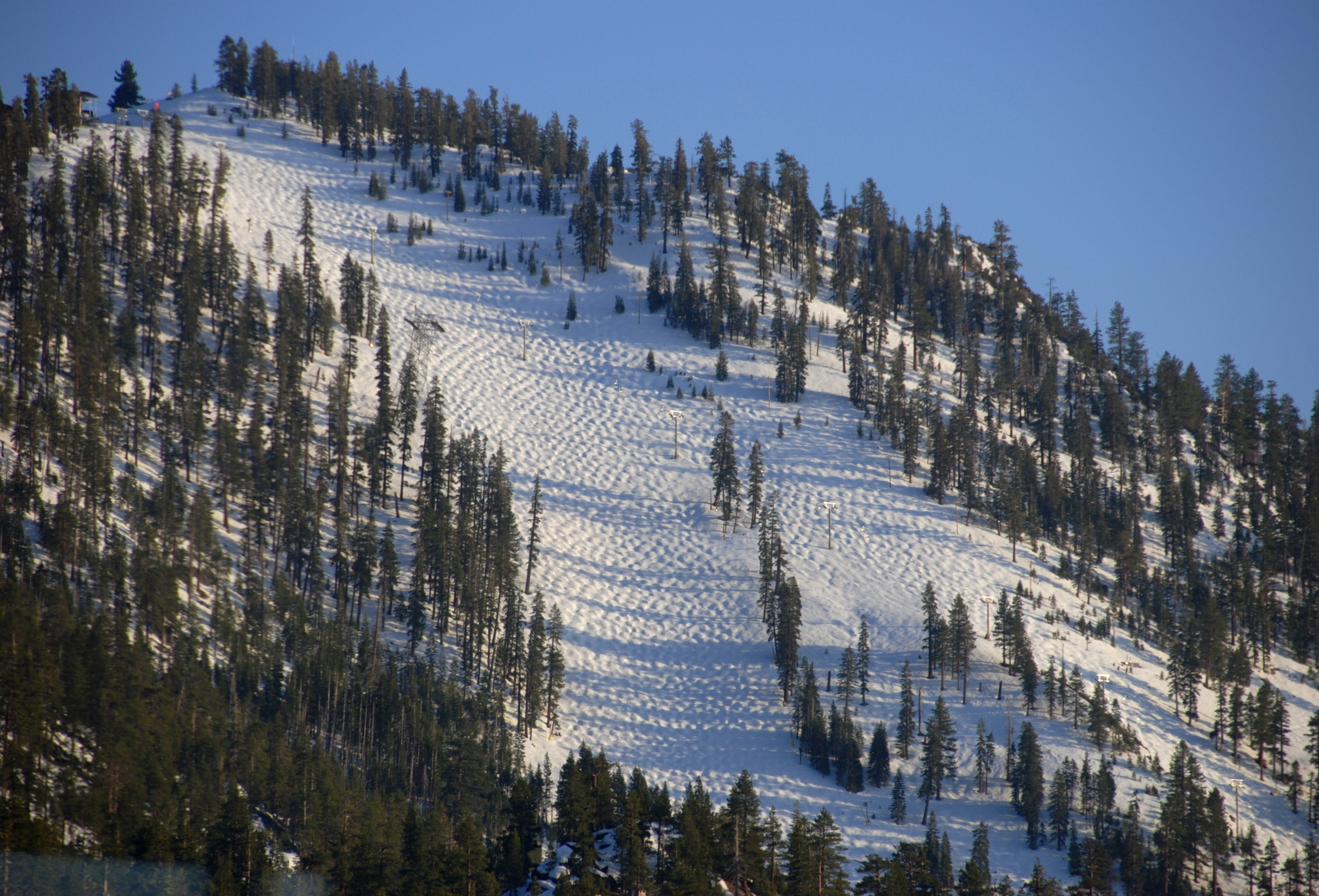
Gunbarrel, trasa z muldami
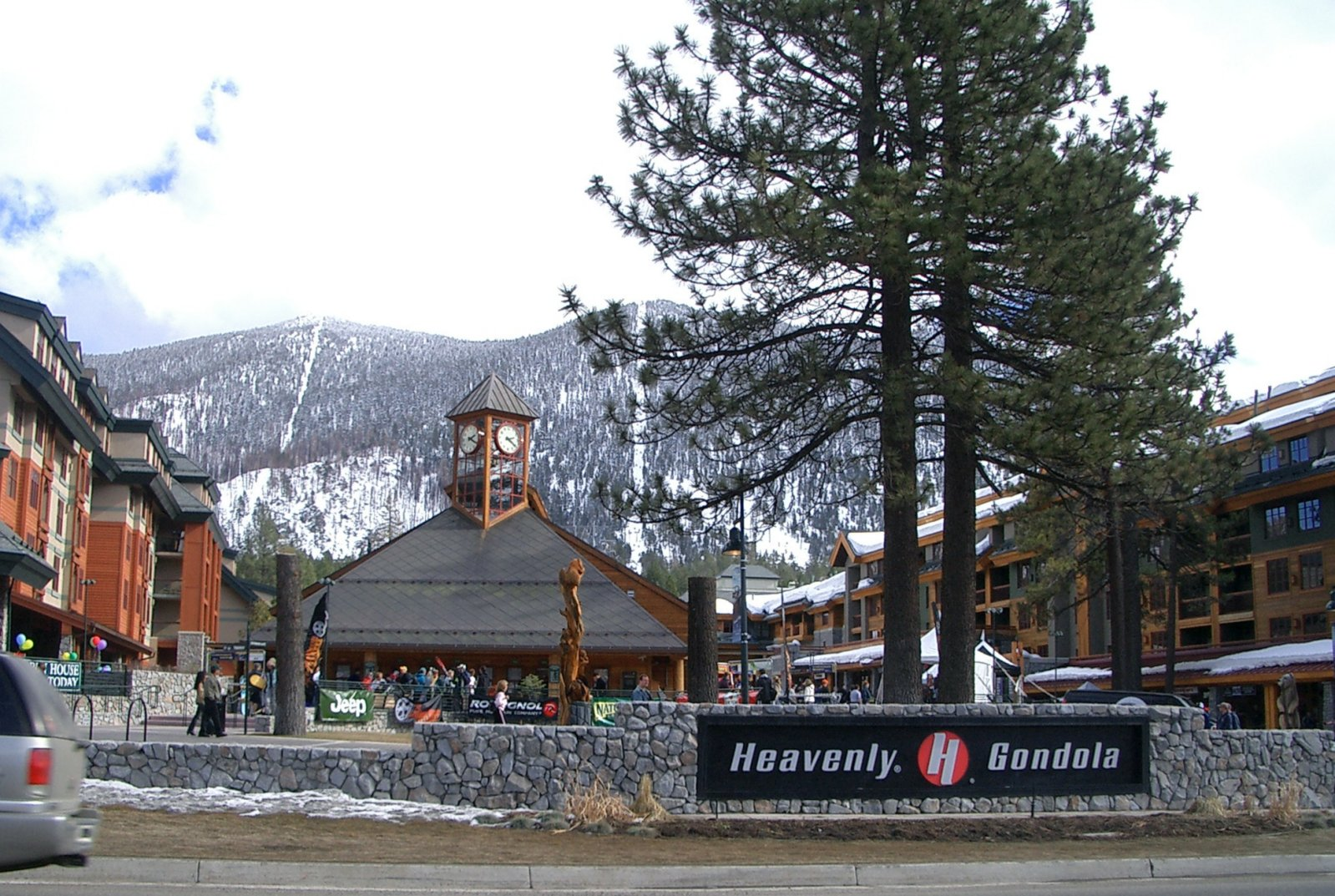
Dolna stacja kolejki gondolowej